# Roums

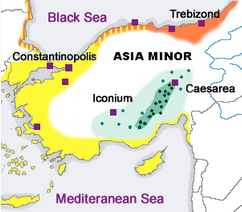
Présence des Roums en Asie Mineure, 1923

Les Roums (ou communauté roum ou Rums) sont la communauté des Grecs byzantins d’Istanbul en Turquie. Leur installation dans la ville est séculaire et date de Constantinople. Cette communauté a acquis le statut de minorité en 1923 : elle est alors composée de 120 000 personnes contre environ 2 000 en 2018. 